# Киров (Гомельская область)
Киров (бел. Кіраў; до 20 апреля 1939 года — Мухоеды) — агрогородок в Наровлянском районе Гомельской области Беларуси. Административный центр Кировского сельсовета.
На востоке граничит с Полесским радиационно-экологическим заповедником. Кругом лес.

## География

### Расположение
В 38 км на юг от Наровли, 35 км от железнодорожной станции Ельск (на линии Калинковичи — Овруч), 216 км от Гомеля.

## Транспортная сеть
На автодороге Габрилеевка — Наровля. Планировка состоит из длинной, искривлённой улицы, ориентированной с юго-востока на северо-запад, к центру которой присоединяются короткая и длинная улицы, в 1 км на запад от основных улиц обособленный участок застройки. Жилые дома вдоль автодороги, деревянные, усадебного типа.

## История
Обнаруженное археологами городище (в 1,5 км на восток от деревни) свидетельствует о заселении этих мест с давних времён. По письменным источникам известна с XVI века как деревня в Великом Княжестве Литовском. В отличие от поднепровских волостей, где в итоге проведения аграрной реформы 1560 года данники были преобразованы в оброчников, жители продолжали платить помещику дань, что было обусловлено преимущественно значительной отдаленностью от крупных торговых центров. Под 1566 годом обозначена в материалах по определению границ новых поветов, созданных по реформе 1565-66 годов. С 1764 года во владении Аскерко.
После 2-го раздела Речи Посполитой (1793 год) в составе Российской империи. Поместье Мохоеды было секвестровано и в 1802 году передано казной помещику Гольсту, что вызывало резкие протесты крестьян, которые не желали исполнять указ Минской казённой палаты о передаче деревни новому хозяину. В 1830-31 годах жители участвовали в восстании. В 1850 году собственность казны. В 1852 году открыта школа для детей крестьян, которая размещалась в наёмном крестьянском доме, а в начале 1920-х годов ей передано национализированное здание. В 1854 году построена Крестовоздвиженская церковь. С 1914 года работал медицинский пункт.
С 20 августа 1924 года центр Мохоедовского, с 20 апреля 1939 года Кировского сельсовета Наровлянского, с 25 декабря 1962 года Ельского, с 6 января 1965 года Наровлянского района Мозырского (до 26 июля 1930 года и с 21 июня 1935 года по 20 февраля 1938 года) округа, с 20 февраля 1938 года Полесской, с 8 января 1934 года Гомельской областей.
В начале 1925 года открыто почтовое отделение. В 1930 году организован колхоз «Заветы Ленина», работала кузница, с 1934 года больница и средняя школа. Во время Великой Отечественной войны действовала подпольная группа (руководитель С. Л. Садовский). Партизаны 10 января 1943 года разгромили гарнизон, размещённый оккупантами в деревне. В июле 1943 года немецкие каратели сожгли 321 двор и убили 21 жителя. Около деревни погибли 8 советских солдат и 3 партизана (похоронены в братской могиле в центре деревни). 141 житель погиб на фронте. Согласно переписи 1959 года центр подсобного хозяйства районного объединения «Сельхозхимия». Располагались смоляной завод, лесничество, комбинат бытового обслуживания, средняя школа, детские ясли-сад, Дом культуры, библиотека, больница, аптека, отделение связи, 4 магазина.
В 2009 году деревня Киров преобразована в агрогородок.

## Население

### Численность
- 2004 год — 159 хозяйств, 388 жителей.

### Динамика
- 1850 год — 56 дворов, 393 жителя.
- 1885 год — 425 жителей.
- 1940 год — 327 дворов, 1119 жителей.
- 1959 год — 1295 жителей (согласно переписи).
- 2004 год — 159 хозяйств, 388 жителей.

## Культура
Расположены Дом культуры, библиотека.